# Dąbie (Lubusz)
Dąbie è un comune rurale polacco del distretto di Krosno Odrzańskie, nel voivodato di Lubusz.
Ricopre una superficie di 170,04 km² e nel 2004 contava 5 056 abitanti.